# 加利舍夫冰原島峰
71°36′S 12°28′E / 71.600°S 12.467°E
加利舍夫冰原島峰（德語：Galyschew-Nunatak），是南極洲的冰原島峰，位於毛德皇后地的阿斯特里德公主海岸，屬於沃爾塔特山脈中中彼得曼山脈的一部分，由德國探險隊發現和拍攝空中照片，現時由南極條約體系管理。